# 897

## Esdeveniments
- Any amb tres papes: Romà I relleva el difunt Esteve VI en el papat i és posteriorment derrocat. El Papa Teodor II relleva Romà I i mor dies després.

## Necrològiques
- 11 d'agost, la Vall d'Ora, Gòtia: Guifré el Pilós, comte d'Urgell, Cerdanya, Barcelona, Girona, Conflent i Osona, mor lluitant contra els sarraïns. Segons conta la llegenda el rei franc dibuixa les quatre barres amb la sang de Guifré el Pilós, malferit al seu llit de mort. Guifré deixa en herència als seus fills els seus comtats, fins llavors els comtes eren nomenats i rellevats pel rei de França i no eren necessàriament fills de l'anterior comte.
- Agost, Esteve VI
- Novembre, Romà I
- Desembre, Papa Teodor II